# Древнерусское искусство
Древнерусское искусство — искусство, развивавшееся в IX—XIII веках на территории Древнерусского государства и на территориях древнерусских государственных образований. В этот период были созданы Софийский собор (Киев) и Софийский собор (Новгород). В более широком смысле под древнерусским искусством понимается средневековое русское искусство в период с IX по XVII веков. Древнерусское искусство вобрало в себя традиции нескольких культур, среди которых восточнославянская, византийская и балканская.

## История
Историю древнерусского искусства подразделяют на два крупных этапа: искусство Киевской Руси (IX — первая треть XII века) и искусство во времена формирования Московского государства (первая четверть XVI—XVII века). В художественной культуре Киевской Руси различают периоды: дохристианский, связанный с формированием державы Рюриковичей (9 — кон. 10 в.); вхождение в сферу византийской христианской культуры — от Крещения Руси (988) до конца правления князя Владимира Мономаха (1125); развитие искусства в княжествах периода феодальной раздробленности, прерванное нашествием Батыя в 1237 г. (12 — нач. 13 в.).

### Искусство Киевской Руси (IX — первая треть XII века)

#### Дохристианский период (IX — кон. X в.)
От этого периода сохранились, преимущественно, произведения декоративно-прикладного искусства, свидетельствующие о высоком уровне развития художественных ремёсел, например турьи рога с серебряными инкрустациями в зверином стиле из Чёрной могилы в Чернигове, X в. Под влиянием язычества, древние славяне воплощали в творчестве мифологические образы природных стихий. Данные мифологические образы — изображения солнца, коня, птицы, цветка и др., сохраняются в народном творчестве и по сей день. Одним из видов воплощения мифологических образов являлись капища (святилища), где воздвигали идолов (каменные или деревянные изваяния) почитаемых богов: Перуна, Хорса, Стрибога, Симаргла, Мокоши и др. Капища могли иметь овальную форму (Киев, ок. 980 г.) или многолепестковую, связанную с символикой солнца (Перынь, близ Новгорода).

#### Христианский период (XI в. — XII в.)

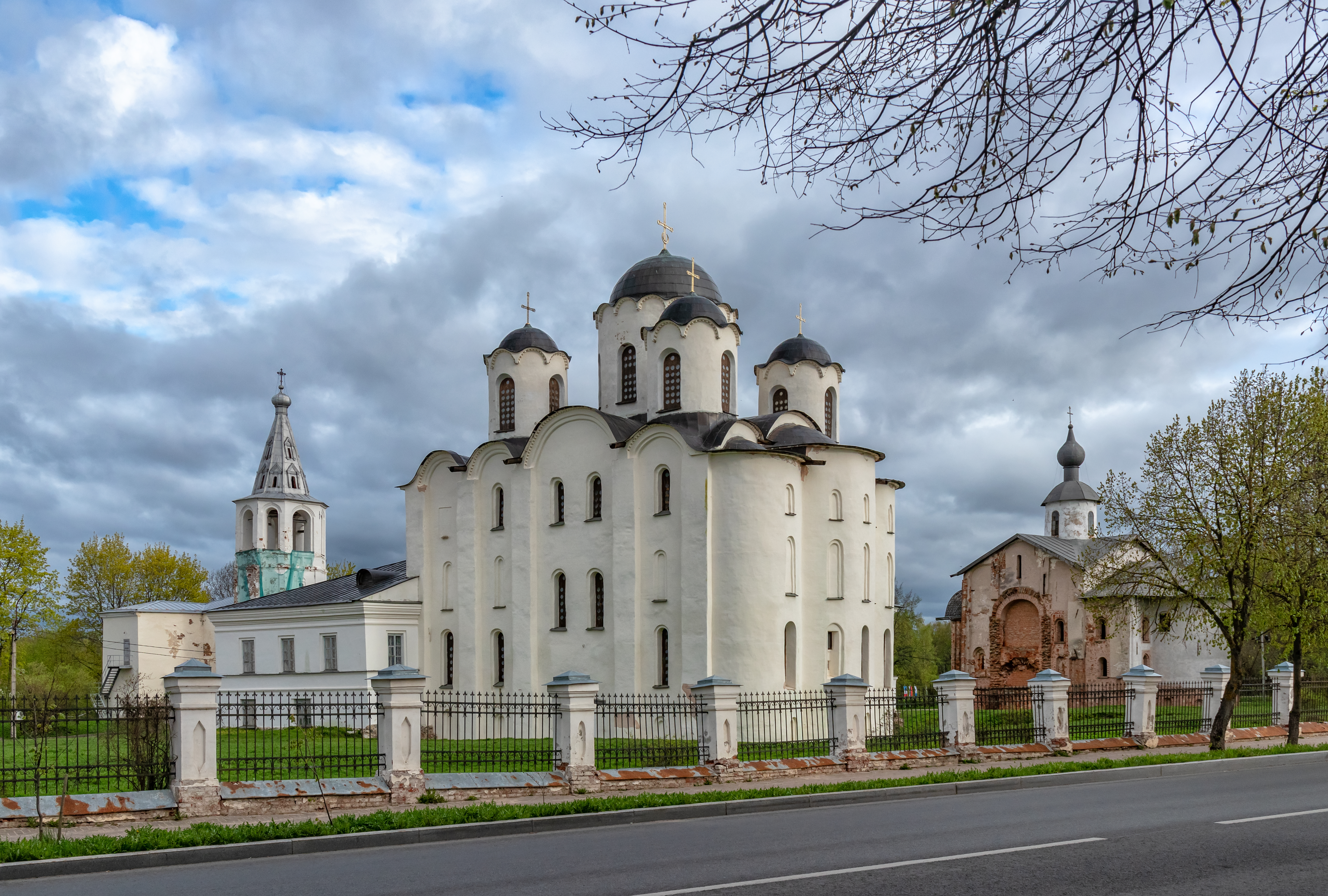
Никольский собор на Ярославовом Дворище в Новгороде

Крещение Руси укрепило связи Руси со странами христианского мира, как в политическом так и культурном аспектах. Византия, как государство с огромным культурным «багажом», оказала сильное влияние на многие аспекты русского искусства и обогатило его новыми образами и техническими приёмами. Византийские мастера, прибывшие на Русь, способствовали бурному развитию архитектуры (в том числе храмового зодчества), иконописи, книжной миниатюры. Деревянные христианские храмы были построены уже в 989 г.; первым крупным каменным храмом Киева стала придворная Десятинная церковь (990—996), возведённая уже зодчими из Византии (не сохранилась).
Выдающийся архитектурный памятник этого периода — собор Св. Софии (Премудрости Божией) в Киеве, который был заложен в 1037 г. князем Ярославом Мудрым — огромный пятинефный крестово-купольный храм с двумя лестничными башнями, опоясанный с трёх сторон двухэтажными галереями и увенчанный 13 куполами. Собор подчёркивал преемственную связь с центром православного мира — храмом Св. Софии Константинопольской. В качестве строительного материала была использована плинфа, часто используемая и в византийских зданиях. Мозаики и фрески украшавшие храм (1040—е гг.), выполнены византийскими мастерами и их русскими учениками. Торжественный и величественный мозаический образ Богоматери Оранты (Молящейся) в центральной апсиде получил на Руси название «Нерушимая стена».
В начале XII века на смену строгой торжественности живописного убранства Софии Киевской приходят более утончённые и созерцательные образы (мозаики и фрески Михайловского Златоверхого монастыря в Киеве, ок. 1113 г.). Во времена правления Владимира Мономаха на Русь была привезена икона Владимирской Богоматери, считающийся выдающимся памятником византийской иконописи, ставшая образцом иконописи для русских мастеров.
Храмы построенные на рубеже XI—XII веков в Киеве, Чернигове, Переяславле и других городах уже меньше по размеру и их архитектурные формы более плавны, а внутреннее пространство более слитно и обозримо. Крупнейшим центром художественной жизни того времени был Новгород, где в 12 в. сложилось демократическое правление (власть народного вече). Новгородская культура, отличалась простотой, строгим лаконизмом форм, что отражалось и в архитектуре: собор Св. Софии, 1045—50; Никольский собор на Ярославовом Дворище, 1113; Георгиевский собор Юрьева монастыря, 1119, полнокровностью образов, контрастностью цветовой гаммы в монументальной живописи и иконописи.